# Ainhum
Ainhum is de autoamputatie van de vijfde teen. Dit kan komen door vorming van een vernauwend litteken rondom de basis van de vijfde teen. De amputatie zelf verloopt pijnloos.
Ainhum komt vooral voor in Afrika, waar blootsvoets lopen de voornaamste oorzaak van dit verschijnsel is. Wereldwijd komt Ainhum vooral voor als gevolg van palmoplantar keratoderma.